# Eddie Läck
Eddie Läck (Norrtälje, 5 gennaio 1988) è un hockeista su ghiaccio svedese.

## Palmarès

### Mondiali
- 1 medaglia:
  - 1 oro (Germania/Francia 2017)